# Ulrich Koch (Lyriker)

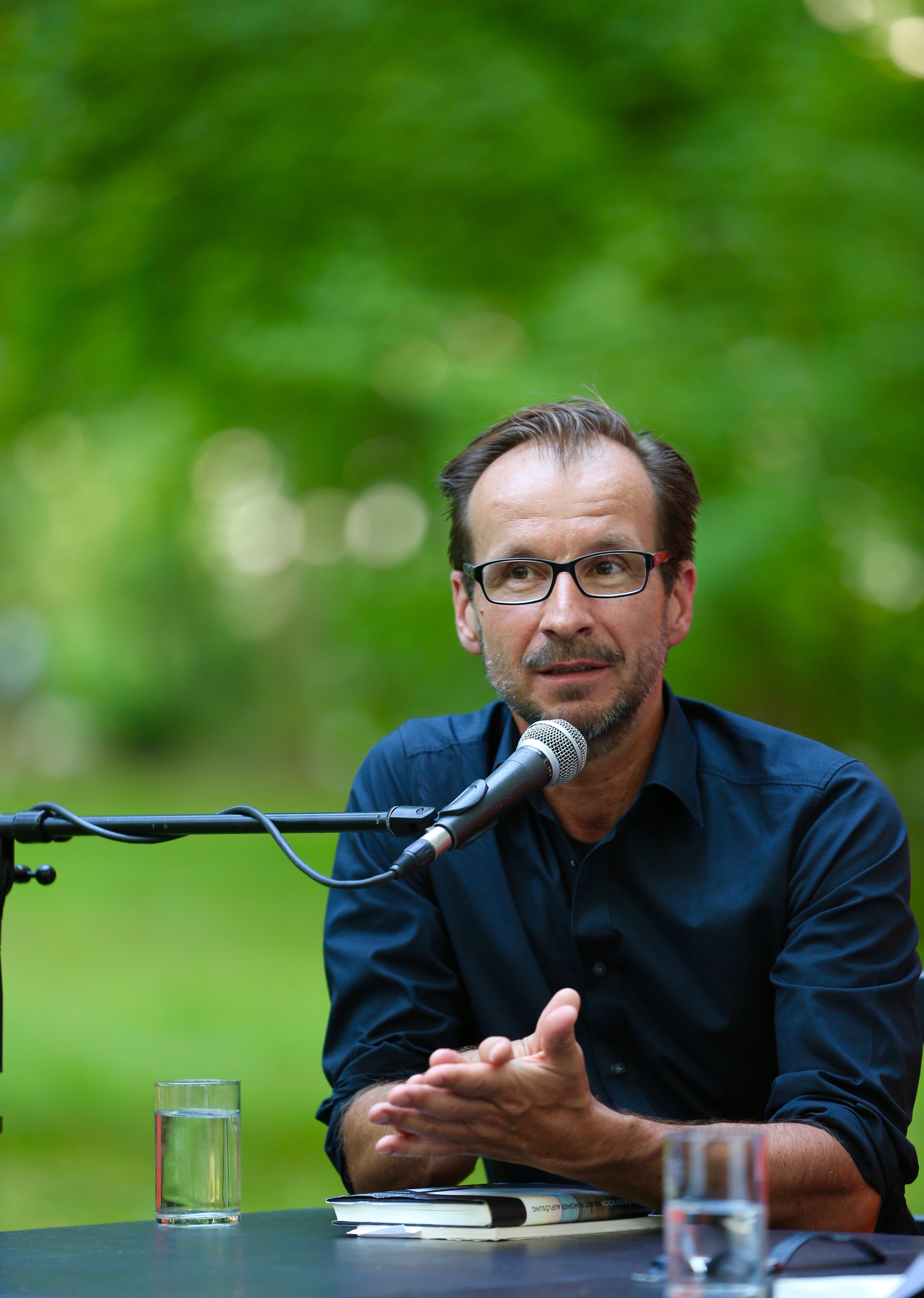
Ulrich Koch auf dem Erlanger Poetenfest 2017

Ulrich Koch (* 20. November 1966 in Winsen (Luhe)) ist ein deutscher Schriftsteller.

## Leben
Ulrich Koch debütierte 1995 auf Empfehlung Arnold Stadlers im österreichischen Residenz Verlag. Seine Gedichte erschienen in mehreren Einzelbänden sowie in Anthologien, Literaturzeitschriften und Zeitungen (u. a. manuskripte, BELLA triste, Neue Zürcher Zeitung). Sein Gedichtband Selbst in hoher Auflösung stand im Februar 2018 auf Platz 2 der Bestenliste des SWR. Er veranstaltet auch Lesungen.
Koch arbeitet als Geschäftsführer einer Hamburger Zeitarbeitsfirma und lebt – nach einigen Jahren in Radenbeck bei Lüneburg – heute in Hamburg.

## Veröffentlichungen
- Weiß ich, Gedichte. Residenz Verlag, Salzburg 1995
- Auf mir, auf dir, Gedichte. Residenz Verlag, Salzburg 1998
- Der Tag verging wie eine Nacht ohne Schlaf, Gedichte. Allitera Verlag/Lyrikedition 2000, München 2008. ISBN 978-3-86520-295-6
- Lang ist ein kurzes Wort, Gedichte. Allitera Verlag/Lyrikedition 2000, München 2009. ISBN 978-3-86906-070-5
- Bleibe, Gedichte. Verlag im Proberaum 3, Klingenberg 2009
- Uhren zogen mich auf, Gedichte. poetenladen, Leipzig 2012. ISBN 978-3-940691-37-8
- Elementare Gedichte, Carl Walter Kottnik, Hamburg 2014
- Selbstgespräch mit niemand, Gedichte aus zwei Jahrzehnten. Allitera Verlag/Lyrikedition 2000, München 2014. ISBN 978-3-86906-676-9
- Ich im Bus im Bauch des Wals, Gedichte. edition AZUR, Dresden 2015. ISBN 978-3-942375-20-7
- Selbst in hoher Auflösung, Gedichte. Jung und Jung, Salzburg 2017. ISBN 978-3-99027-098-1
- Dies ist nur der Auszug aus einem viel kürzeren Text, Gedichte. Jung und Jung, Salzburg 2021. ISBN 978-3-99027-259-6
- Letzte Hilfe Kurs, Gedichte. Jung und Jung, Salzburg 2024. ISBN 978-3-99027-405-7

## Auszeichnungen (Auswahl)
- Förderpreis des  Stuttgarter Schriftstellerhauses 2007
- Hugo-Ball-Förderpreis 2011
- Dr.-Hedwig-Meyn-Preis der Hansestadt Lüneburg 2020
- Hölty-Preis für Lyrik der Landeshauptstadt und der Sparkasse Hannover 2022